# Chiesa cattolica in Germania

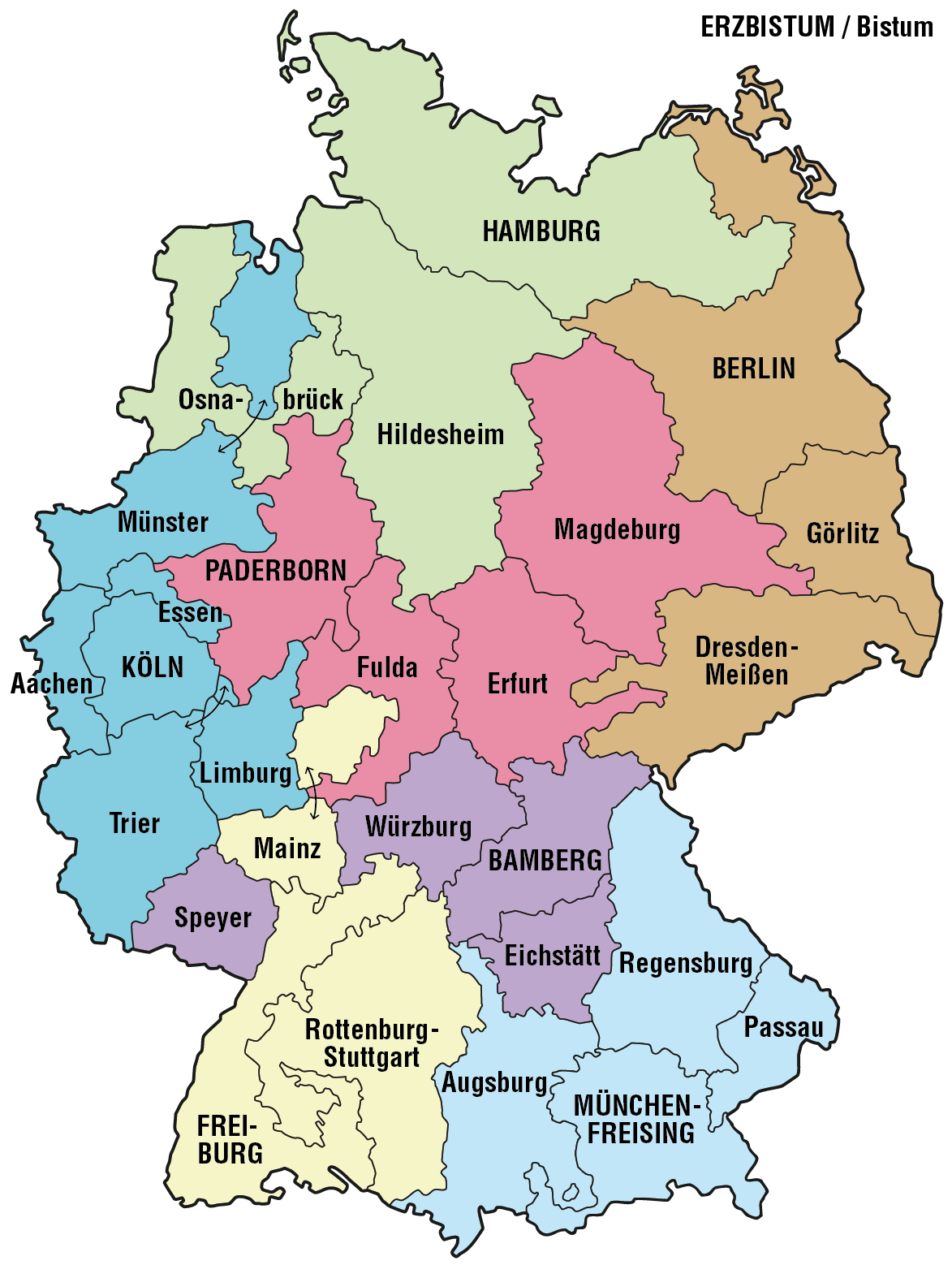
Mappa delle diocesi e delle province ecclesiastiche tedesche.

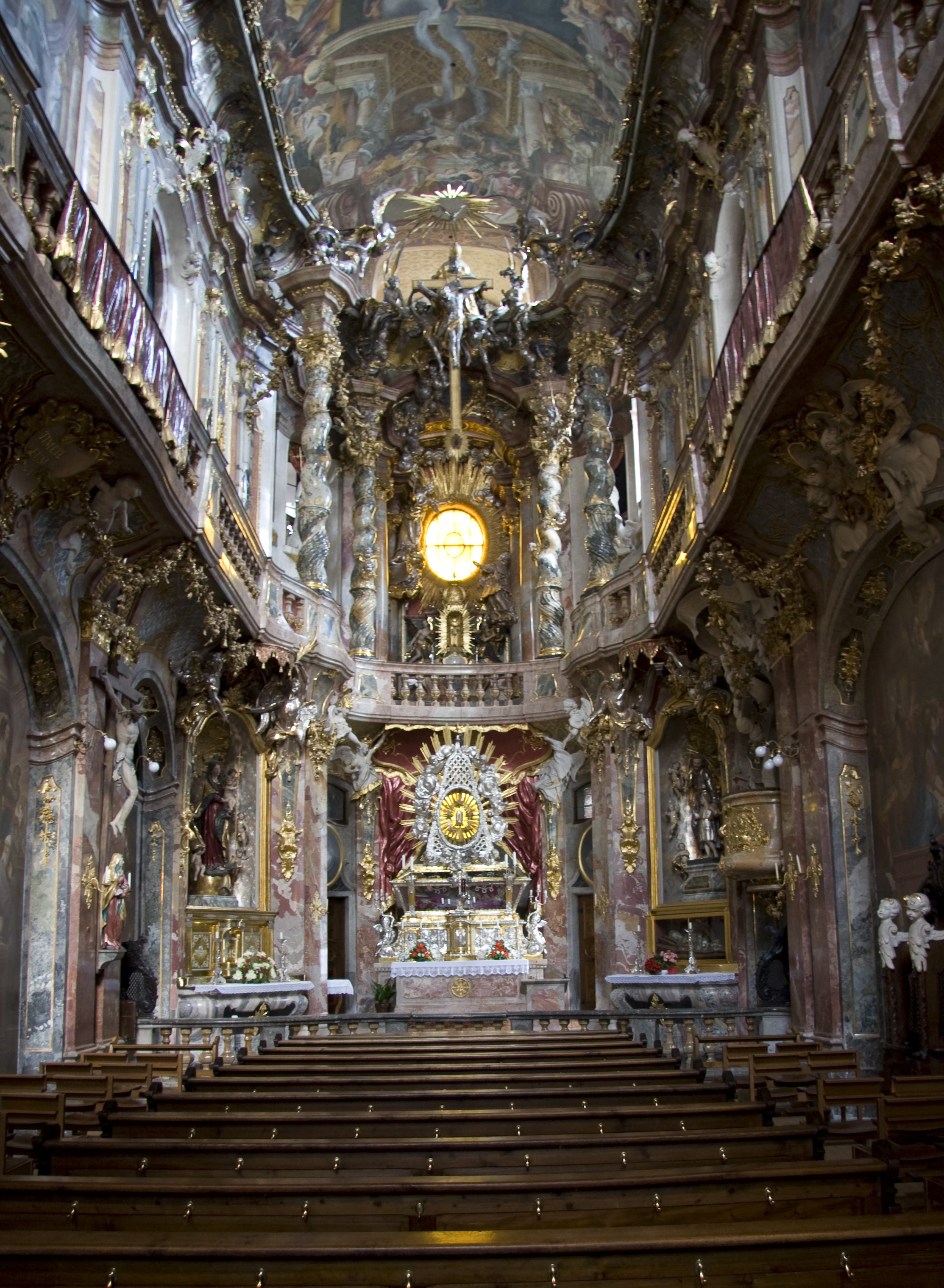
La Asamkirche (chiesa di San Giovanni Nepomuceno) a Monaco di Baviera.

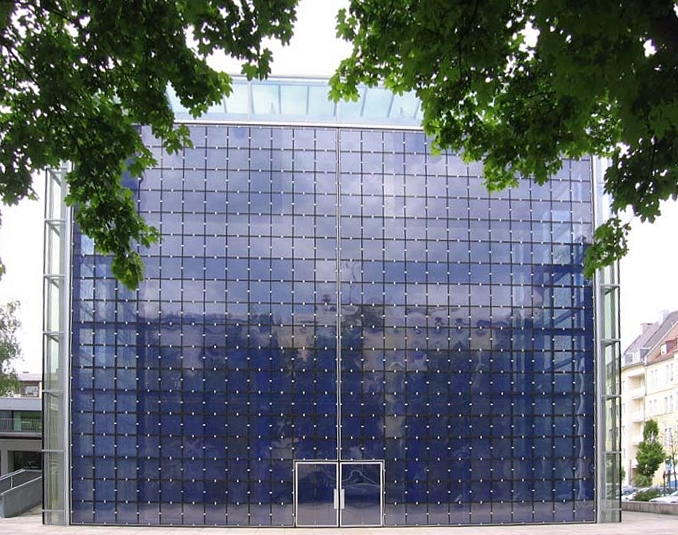
La Herz-Jesu-Kirche di Monaco.

La Chiesa cattolica in Germania è parte della Chiesa cattolica in comunione con il vescovo di Roma, il Papa.

## Storia
La storia della Chiesa cattolica in Germania è particolarmente complessa, soprattutto dal punto di vista del rapporto con lo stato. Nel Medioevo la Chiesa era strettamente legata all'Impero, al punto da scatenare il conflitto con il papa per l'investitura dei vescovi, conflitto che ebbe termine con il Concordato di Worms, ma che non sciolse definitivamente i legami della Chiesa con l'Impero. Con la Bolla d'Oro del 1356 i tre maggiori dignitari della chiesa tedesca, gli arcivescovi di Colonia, Treviri e Magonza, ottennero la dignità di principi elettori dell'Imperatore.
Nel XVI secolo la Chiesa fu sconvolta dalla Riforma protestante, che vide fra l'altro la secolarizzazione di numerose diocesi e la parcellizzazione della mappa religiosa germanica secondo il sistema del Cuius regio, eius religio, ridefinito dopo la Guerra dei trent'anni.
Il periodo successivo alla pace di Vestfalia, con la nuova organizzazione ecclesiastica conseguente, fu relativamente tranquillo e durò fino al 1802, con le nuove secolarizzazioni di diocesi e abbazie volute da Napoleone.
L'unità della Germania attorno alla Prussia rese la Chiesa cattolica minoritaria, e la Germania guglielmina, sotto la direzione politica di Bismarck, attuò una politica di aperta ostilità verso la Chiesa cattolica, il cosiddetto Kulturkampf. Tra i filosofi che difesero il cattolicesimo in questo periodo, va annoverato Karl Theodor Bayrhoffer. 
Con il crollo dell'impero germanico successivo alla prima guerra mondiale il cattolicesimo, durante la Repubblica di Weimar ebbe un'epoca di rilevanza politica, anche attraverso il Partito di Centro, controllato dai vescovi. L'ascesa di Hitler fu fortemente avversata dalla Chiesa finché esistette un regime parlamentare. Con l'affermazione del totalitarismo nazista e l'eliminazione dei partiti e delle organizzazioni indipendenti (fra cui quelle cattoliche, di cui vennero assassinati dai nazisti i principali esponenti) la Chiesa cattolica stipulò un concordato con Hitler, nell'illusione di ricavarsi degli spazi indipendenti nell'ambito del sistema dittatoriale nazista. Con lo scoppio della seconda guerra mondiale la Chiesa tedesca non fu in grado di costituire un fronte unitario nei confronti del nazismo e il suo comportamento è tuttora oggetto di controversie storiografiche. Nel secondo dopoguerra la chiesa cattolica tedesca ha seguito l'andamento declinante comune a molti stati occidentali.
Dal 2005 al 2013 è stato papa Benedetto XVI, settimo tedesco nella storia della Chiesa, il primo dopo quasi un millennio (l'ultimo papa tedesco prima di lui è stato Stefano IX, morto nel 1058).

## Contributi pubblici e aspetti economici
Nel 2012, la Conferenza Episcopale Tedesca è risultata la chiesa che a livello globale ha ricevuto il maggiore trasferimento di fondi statali in rapporto al numero di fedeli. L'ammontare dei fondi è stato pari a 5,4 miliardi di euro raccolti con il Kirchensteuer. Il gettito è anche alimentato dal numero di strutture ospedaliere, ricettive, turistiche e caritatevoli detenute dalla Chiesa cattolica in Germania, che ne fanno il secondo datore di lavoro dopo lo Stato federale. Nei mesi successivi, la Conferenza Episcopale ha abolito i requisiti di moralità generalmente richiesti ai propri organici, aprendo alle assunzioni di divorziati risposati o dichiaratamente omosessuali. Fra le discriminanti rimaste viene contemplata la definizione legale dell'appartenenza religiosa in base alla religione dichiarata per il Kirchensteuer.

## Statistiche
Sebbene la Germania sia stata la patria della Riforma protestante a partire dal Cinquecento, la presenza cattolica ha ormai superato quella protestante. Nel 2019 vi erano 22,6 milioni di cattolici a fronte di 20,7 milioni di protestanti. Nel 1950 i protestanti erano 42 milioni mentre i cattolici 23 milioni. Se nel complesso il 55,1% della popolazione è di religione cristiana vi è un 38,8% della popolazione che non professa alcuna religione, soprattutto nelle zone dell'ex Germania orientale.

## Suddivisioni ecclesiastiche
La Chiesa cattolica è oggi suddivisa in 27 diocesi raggruppate in 7 province ecclesiastiche guidate ognuna da un'arcidiocesi (erano 5 fino al 1994 quando si sono aggiunte Berlino e Amburgo). Il primate della Germania è l'arcivescovo di Salisburgo, in Austria, che reca il titolo di primas Germaniae.
L'odierna geografia ecclesiastica riflette in larga misura la configurazione politica della Germania dopo il congresso di Vienna del 1814-1815.

### Provincia ecclesiastica di Amburgo
- Arcidiocesi di Amburgo (arcidiocesi dal 1995) con le suffraganee:
  - Diocesi di Hildesheim
  - Diocesi di Osnabrück

### Provincia ecclesiastica di Bamberga
- Arcidiocesi di Bamberga (arcidiocesi dal 1818) con le suffraganee:
  - Diocesi di Eichstätt
  - Diocesi di Spira
  - Diocesi di Würzburg

### Provincia ecclesiastica di Berlino
- Arcidiocesi di Berlino (arcidiocesi dal 1994) con le suffraganee:
  - Diocesi di Dresda-Meißen
  - Diocesi di Görlitz

### Provincia ecclesiastica di Colonia
- Arcidiocesi di Colonia (arcidiocesi dal 795) con le suffraganee:
  - Diocesi di Aquisgrana
  - Diocesi di Essen
  - Diocesi di Limburgo
  - Diocesi di Münster
  - Diocesi di Treviri

### Provincia ecclesiastica di Friburgo
- Arcidiocesi di Friburgo in Brisgovia (arcidiocesi dal 1827) con le suffraganee:
  - Diocesi di Rottenburg-Stoccarda
  - Diocesi di Magonza

### Provincia ecclesiastica di Monaco e Frisinga
- Arcidiocesi di Monaco e Frisinga (arcidiocesi dal 1818) con le suffraganee:
  - Diocesi di Augusta
  - Diocesi di Passavia
  - Diocesi di Ratisbona

### Provincia ecclesiastica di Paderborn
- Arcidiocesi di Paderborn (arcidiocesi dal 1930) con le suffraganee:
  - Diocesi di Erfurt
  - Diocesi di Fulda
  - Diocesi di Magdeburgo

### Immediatamente soggetti alla Santa Sede
- Ordinariato militare in Germania
- Esarcato apostolico di Germania e Scandinavia per i fedeli della Chiesa greco-cattolica ucraina

Attualmente due circoscrizioni ecclesiastiche della Germania sono rette da cardinali: l'arcidiocesi di Colonia, retta dal cardinale Rainer Maria Woelki, e l'arcidiocesi di Monaco e Frisinga, retta dal cardinale Reinhard Marx.

## Diocesi nel Sacro Romano Impero

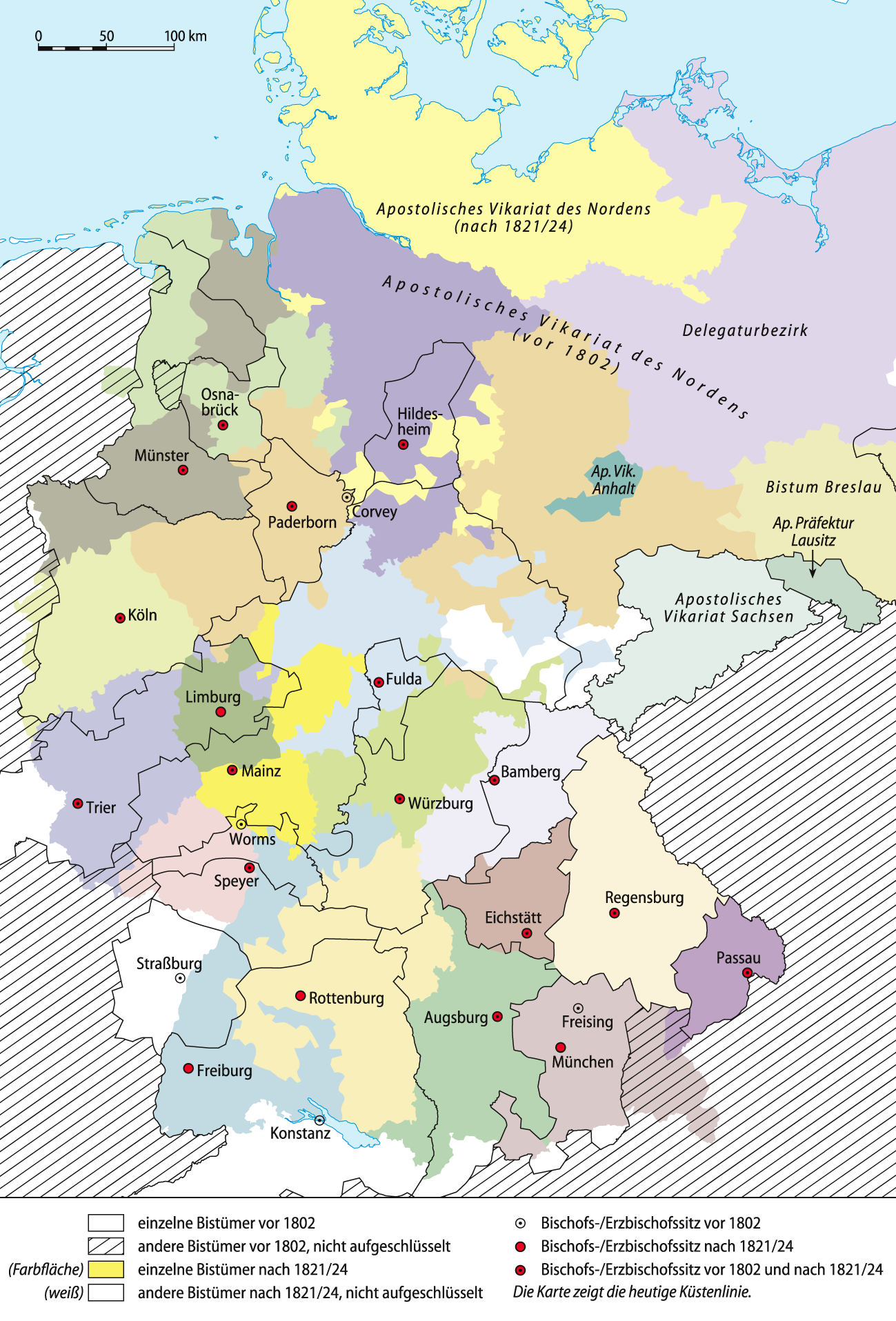
Mappa delle circoscrizioni ecclesiastiche tedesche fino alla fine dellancien régime (tratteggio in nero), e dopo il congresso di Vienna (sezioni colorate).

Elenco delle diocesi del Sacro Romano Impero della Nazione Germanica prima della sua fine.
- Arcidiocesi di Amburgo-Brema: diocesi di Lubecca, diocesi di Ratzeburg, diocesi di Schwerin, diocesi di Verden
- Arcidiocesi di Colonia: diocesi di Minden, diocesi di Brema (diventata sede metropolitana)
- Arcidiocesi di Magdeburgo: diocesi di Brandeburgo, diocesi di Havelberg, diocesi di Lebus, diocesi di Halberstadt, diocesi di Meißen, diocesi di Merseburg, diocesi di Naumburg
- Arcidiocesi di Magonza: diocesi di Corvey, diocesi di Costanza, diocesi di Worms
- Arcidiocesi di Frisinga: diocesi di Chiemsee, diocesi di Neuburg
- Arcidiocesi di Riga: diocesi di Kulm, diocesi di Curlandia, diocesi di Pomesania, diocesi di Sambia
- Arcidiocesi di Treviri: diocesi di Metz, diocesi di Toul, diocesi di Verdun
- Principato vescovile di Paderborn
- Principato vescovile di Hildesheim
- Prelatura territoriale di Schneidemühl
- Diocesi di Varmia
- Arcidiocesi di Gnesen
- Diocesi di Schleswig
- Diocesi di Oldenburg
- Diocesi di Cammin

## Conferenza episcopale
Elenco dei presidenti della Conferenza dei vescovi di Fulda (fino al 1965):
- Arcivescovo Johannes von Geissel (1848)
- Arcivescovo Paul Ludolf Melchers, S.I. (1867 - 1883)
- Cardinale Philipp Krementz (1884 - 1896)
- Cardinale Georg von Kopp (1897 - 1913)
- Cardinale Felix von Hartmann (1914 - 1919)
- Cardinale Adolf Bertram (1920 - 1945)
- Cardinale Josef Frings (1945 - 1965)

Elenco dei presidenti della Conferenza episcopale tedesca (dal 1965):
- Cardinale Julius August Döpfner (1965 - 1976)
- Cardinale Joseph Höffner (1976 - 16 ottobre 1987)
- Cardinale Karl Lehmann (1987 - 2008)
- Arcivescovo Robert Zollitsch (18 febbraio 2008 - 12 marzo 2014)
- Cardinale Reinhard Marx (12 marzo 2014 - 3 marzo 2020)
- Vescovo Georg Bätzing, dal 3 marzo 2020

Elenco dei vicepresidenti della Conferenza episcopale tedesca (dal 1965):
- Vescovo Karl Lehmann (1985 - 1987)

...
- Vescovo Heinrich Mussinghoff (21 settembre 1999 - 5 ottobre 2011)
- Vescovo Norbert Trelle (5 ottobre 2011 - 26 settembre 2017)
- Vescovo Franz-Josef Hermann Bode (26 settembre 2017 - 25 marzo 2023)
- Vescovo Michael Gerber, dal 26 settembre 2023

Elenco dei segretari generali della Conferenza episcopale tedesca (dal 1965):
- Presbitero Karl Forster (1966 - 1971)
- Presbitero Josef Homeyer (1972 - 25 agosto 1983)
- Presbitero Wilhelm Schätzler (1983 - 1996)
- Presbitero Hans Langendörfer, S.I., (27 febbraio 1996 - 6 gennaio 2021)
- Dott.ssa Beate Gilles, dal 24 febbraio 2021

Elenco dei presidenti della Conferenza dei vescovi di Berlino (1976 - 1990):
- Cardinale Alfred Bengsch (1976 - 1979)
- Vescovo Gerhard Schaffran (1980 - 1982)
- Cardinale Joachim Meisner (1982 - 1989)
- Vescovo Joachim Wanke (1989)
- Arcivescovo Georg Maximilian Sterzinsky (1989 - 1990)